# Happy Accidents
Happy Accidents (Brasil: Feliz Coincidência ) é um filme de fantasia e comédia romântica estadunidense de 2000 estrelado por Marisa Tomei e Vincent D'Onofrio. O filme segue Ruby Weaver, uma mulher de Nova York com uma série de relacionamentos fracassados, e Sam Deed, um homem que afirma ser do ano de 2470. O filme foi rodado quase inteiramente no Brooklyn, em Nova York.[carece de fontes?]

## Sinopse
Ruby Weaver (Marisa Tomei) está cansada de sua longa história de relacionamentos fracassados com homens quando ela conhece Sam Deed (Vincent D'Onofrio) em um parque. Mas depois que os dois se apaixonam, Ruby começa a suspeitar do passado de Sam, sua obsessão por uma "Chrystie Delancey" e "efeito causal". Sob pressão dela, ele finalmente explica que realmente é do ano 2470 e é o que ele chama de um "viajante atrasado". Ruby inicialmente ignora essa história, considerando-a mais um caso de esquisitice nerd masculina, mas depois da persistência, aparente convicção e agitação crescente de Sam, ela começa a se perguntar. Finalmente, ela o leva para ver sua terapeuta Meg Ford (Holland Taylor) Ruby fica preocupada com a sanidade de Sam quando ele revela que tudo o que ele fez foi uma tentativa deliberada de mudar sua vida. No final, tanto Deed quanto Ford acabam sendo viajantes do tempo e o acidente fatal que teria matado Ruby é evitado.

## Elenco
- Marisa Tomei como Ruby Weaver
- Vincent D'Onofrio como Sam Deed
- Nadia Dajani como Gretchen
- Holland Taylor como Maggie Ann "Meg" Ford
- José Zúñiga como Jose
- Richard Portnow como Trip
- Sean Gullette como Mark
- Tamara Jenkins como Robin
- Sam Seder como Ned
- Tovah Feldshuh como Lillian Weaver
- Anthony Michael Hall como ele mesmo
- Larry Fessenden como Junkie
- Robert Stanton como fetichista

## Recepção
Happy Accidents foi exibido pela primeira vez no Festival de Cinema de Sundance em 25 de janeiro de 2000. O filme mais tarde estreou em lançamento limitado em 24 de agosto de 2001 para 2 telas na cidade de Nova York, ganhando US$14,840 em seu fim de semana de estreia, e (no fim de semana antes dos atentados de 11 de setembro) alcançando o maior lançamento de 49 telas e arrecadando um total de US$688,523 nos Estados Unidos.
Em julho de 2020, o filme tinha 71% de aprovação no Rotten Tomatoes, com base em 62 resenhas com uma classificação média de 6,36/10. O consenso dos críticos do site diz: "Happy Accidents tem peculiaridade e charme suficientes para superar as entradas mais estereotipadas do gênero de comédia romântica". Em sua crítica do filme, Roger Ebert o descreve como "essencialmente bobagem cruzada com ficção científica", dando ao filme uma classificação de 3 em 4 estrelas. O também crítico Richard Roeper, classificou-o em 8º lugar em sua lista dos dez melhores filmes do ano.